# Speakers' Corner

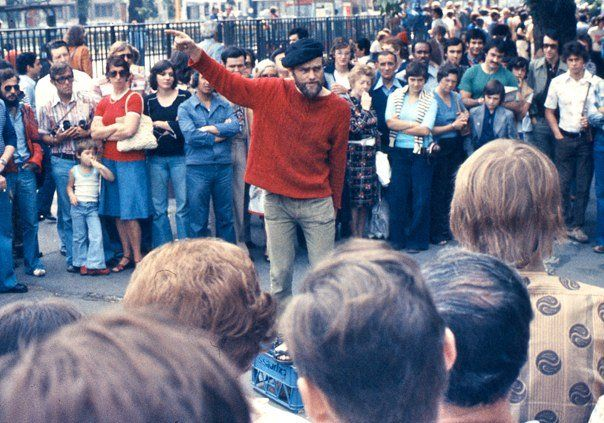
Foule écoutant un orateur au Speakers Corner à Hyde Park de Londres, en 1974.

Le Speakers' Corner (littéralement « coin des orateurs ») est l'espace réservé au nord-est de Hyde Park, à Londres, où chacun peut prendre la parole librement et assumer un rôle temporaire d'orateur devant l'assistance du moment. Il fallut attendre 1872 pour que le gouvernement reconnaisse le besoin ressenti par la population de se réunir en public pour donner libre cours à des discussions.
Cependant, le terme de Speakers' Corner est aussi employé pour désigner d'autres lieux similaires, en Angleterre ou dans d'autres pays.

## Dans Londres
À Londres, outre le Speaker's Corner de Hyde Park, on recense ceux de :
- Finsbury Park,
- Clapham Common,
- Kensington Garden,
- Victoria Park.

## Dans d'autres pays

### Australie
Il existe un Speakers' Corner dans le lieu dit The Domain, à Sydney, en Nouvelle-Galles du Sud, en Australie. Ce dernier fut établi en 1878.

### Canada
Il existe un Speakers' Corner à Regina, située en Saskatchewan. Ce dernier se situe plus précisément sur la rive nord du Lac Wascana.

### États-Unis
Il n'existe pas de Speakers' Corners proprement dit aux États-Unis, ces derniers ayant opté pour l'adoption de Free speech zones (aussi connues sous le nom de First Amendment Zones, Free speech cages, ou Protest zones).

### Pays-Bas
Aux Pays-Bas, il existe un Speakers' Corner désigné sous le nom de Spreeksteen, à Amsterdam. Du point de vue légal, chaque personne possède la liberté de parole en tant que droit, mais il existe une ambiguïté considérable qui donne au maire et aux autres autorités un droit semi-légal pour prévenir ou limiter ce droit légal. Le Spreeksteen est ouvert 24/24 et 7/7. Le Spreeksteen se situe dans le Oosterpark d'Amsterdam depuis le 5 mai 2005, et il semblerait que la mise en place, sur Internet, d'une retransmission du Spreeksteen, avec micro et caméra, soit en cours de réalisation. En attendant, les orateurs sont filmés avec une caméra portable manuellement, on peut trouver des intervenants au moins chaque dimanche à partir de 13:30.
Il existe une certaine controverse relativement au Spreeksteen depuis l'intervention de Michiel Smit, un élu d'extrême droite (du parti local Nieuw Rechts), le 1er octobre 2006. Les opposants à sa ligne politique alors présents firent usage du bruit afin de faire en sorte que Smit ne soit pas entendu. René Danen, un ancien membre du conseil, menaça la fondation Spreeksteen de poursuites judiciaires si Smit était autorisé à parler de nouveau. Et Smit eut de nouveau le droit d'intervenir, le 5 novembre 2006.

### Singapour
Il existe un Speakers' Corner à Singapour, établi par le gouvernement depuis le 1er septembre 2000, au Parc Hong Lim. Le parc est ouvert tous les jours de l'année, de 7 heures du matin à 7 heures du soir ; et il est notable de constater la présence d'une grande station de police voisine au parc.

### Trinité-et-Tobago
À Trinité-et-Tobago, on trouve un Speakers' Corner dans le Woodford Square de Port of Spain, sur l'île de Trinité.
Dans la partie sud-est du square, se trouve un tableau noir qui liste les discussions du jour, ainsi que d'autres informations importantes. Les sujets des intervenants y sont divisés par catégories.